# Ângulo de chegada

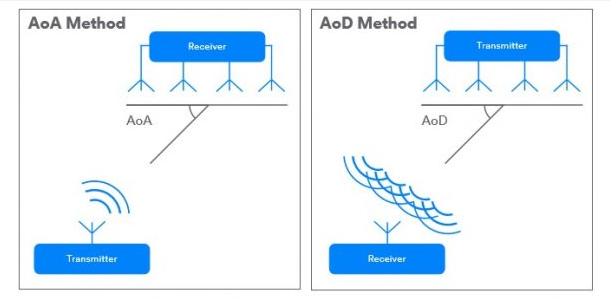
Ângulo de chegada (AoA) e Ângulo de partida (AoD) - dois métodos diferentes para determinar o ângulo a partir do qual um sinal Bluetooth está sendo transmitido com alto grau de precisão.

O ângulo de chegada (AoA) de um sinal é a direção a partir da qual o sinal (por exemplo, rádio, óptico ou acústico) é recebido. 

## Medição
A medição do  ângulo de chegada pode ser feita determinando a direção de propagação de uma onda de radiofrequência incidente em um conjunto de antenas ou determinada a partir da intensidade máxima do sinal durante a rotação da antena. 
O ângulo de chegada pode ser calculado medindo a diferença de tempo de chegada, entre elementos individuais do arranjo. 
Geralmente esta medição da diferença de temp de chegada é feita medindo a diferença na fase recebida em cada elemento do conjunto de antenas. Isso pode ser considerado como o reverso da formação de feixe. Na formação de feixe, o sinal de cada elemento é medido para “orientar” o ganho do conjunto de antenas. No ângulo de chegada, o atraso de chegada em cada elemento é medido diretamente e convertido em uma medição do ângulo de chegada.  
Considere, por exemplo, um arranjo de dois elementos espaçados pela metade do comprimento de onda de uma onda de RF recebida. Se uma onda incide sobre o conjunto visado, ela chegará a cada antena simultaneamente. Isso produzirá uma diferença de fase de 0° medida entre os dois elementos da antena, equivalente a um ângulo de chegada.  Se uma onda incide sobre a matriz no lado lateral, então uma diferença de fase de 180° será medida entre os elementos, correspondendo a um ângulo de chegada de 90°. 
Em óptica, o ângulo de chegada pode ser calculado usando interferometria . 

## Aplicações
Uma aplicação do ângulo de chegada é na geolocalização de celulares. O objetivo é que o sistema celular informe a localização de um telefone celular fazendo uma chamada de emergência ou forneça um serviço para informar ao usuário do telefone celular onde ele está. Vários receptores em uma estação base calculariam o ângulo de chegaad do sinal do telefone celular e essas informações seriam combinadas para determinar a localização do telefone. 
O ângulo de chegadaé geralmente usado para descobrir a localização de estações de rádio piratas ou de qualquer transmissor de rádio militar. 
Na acústica submarina, o ângulo de chegada é usado para localizar objetos com alcance ativo ou passivo. 

## Limitação
Algumas limitações na precisão da estimativa do ângulo de sinais de chegada em conjuntos de antenas digitais estão associadas a elemnentos como o jitter ADC e DAC . 